# Steriphoma ellipticum
Steriphoma ellipticum là một loài thực vật có hoa trong họ Capparaceae. Loài này được (DC.) Spreng. miêu tả khoa học đầu tiên năm 1827.